# إدواردو أريولا
إدواردو أريولا (بالإسبانية: Eduardo Arriola)‏ هو لاعب كرة قدم ومدرب كرة قدم هندوراسي، ولد في 11 أكتوبر 1972 في Tela ‏ في هندوراس. شارك مع منتخب هندوراس لكرة القدم. أما مع النوادي، فقد لعب مع نادي ماراثون.

## وصلات خارجية
- إدواردو أريولا على موقع قاعدة بيانات كرة القدم.إي يو (الإنجليزية)
- إدواردو أريولا على موقع قاعدة بيانات كرة القدم.إي يو (الإنجليزية)
- إدواردو أريولا على موقع ناشيونال فوتبول تيمز (الإنجليزية)